# Cézársaláta
A cézársaláta (más néven Cézár-saláta vagy Caesar-saláta) egy zöldsaláta római salátából és krutonból, citromlével (vagy lime levével), olívaolajjal, tojással, Worcestershire szósszal, szardellával, fokhagymával, dijoni mustárral, parmezánsajttal és feketeborssal leöntve.
Eredetileg a vendég asztalánál készítették el.

## Történelem

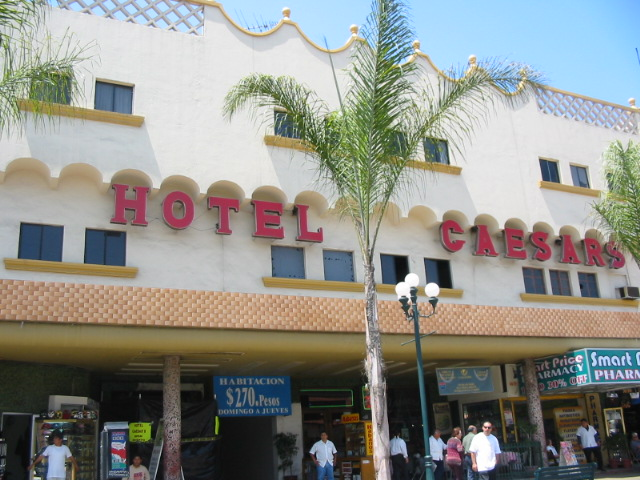
Hotel Caesar’s az Avenida Revoluciónban, Tijuanában

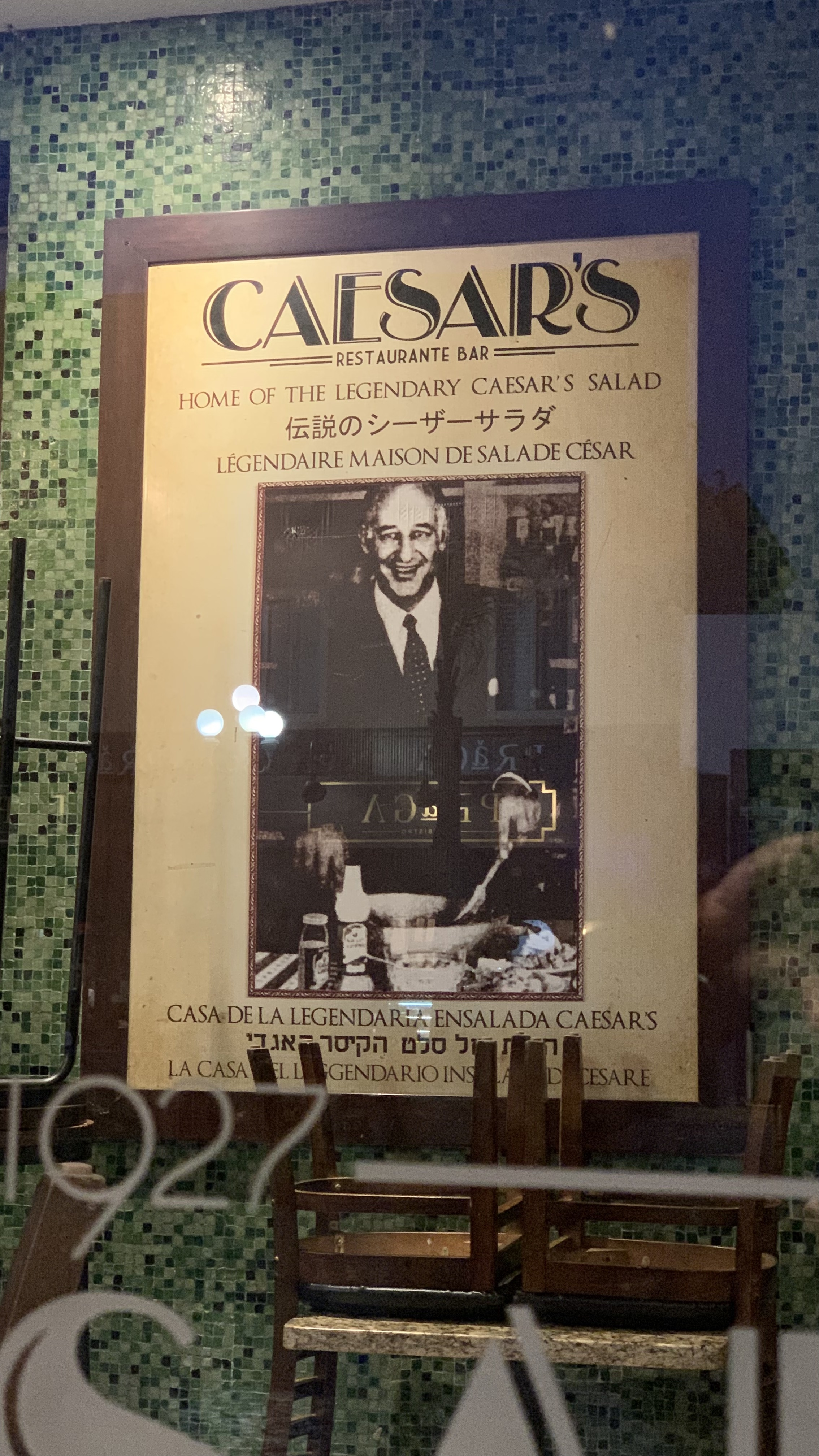
Egy plakát a Hotel Caesar belsejében a Home of the legendary Caesar’s Salad felirattal

Megalkotását Cardini Caesar vendéglősnek, egy olasz bevándorlónak tulajdonítják, aki éttermeket működtetett Mexikóban és az Egyesült Államokban. Cardini San Diegóban élt, azonban egyik éttermét Tijuanában vezette, hogy az alkoholtilalom korlátozásait megkerülni kívánó amerikai vendégeket is bevonzza. 
Lánya, Rosa mesélte, hogy apja találta fel a salátát a Tijuana étteremben, amikor 1924-ben egy július negyedikei csúcsforgalom kimerítette a konyha készleteit. Cardini beérte azzal, amije volt, ráadásképp járt annak hangulata, hogy a séf a vendégek asztalnál készítette el a fogást.
Egyes beszámolók szerint Alex Cardini, Caesar Cardini bátyja alkotta meg a salátát, és hogy korábban „repülőssalátának” nevezték, mert a tilalom alatt átutazó pilóták számára készült. Cardini több munkatársa is nyilatkozta, hogy ők találták fel az ételt.

## Gyakori összetevők

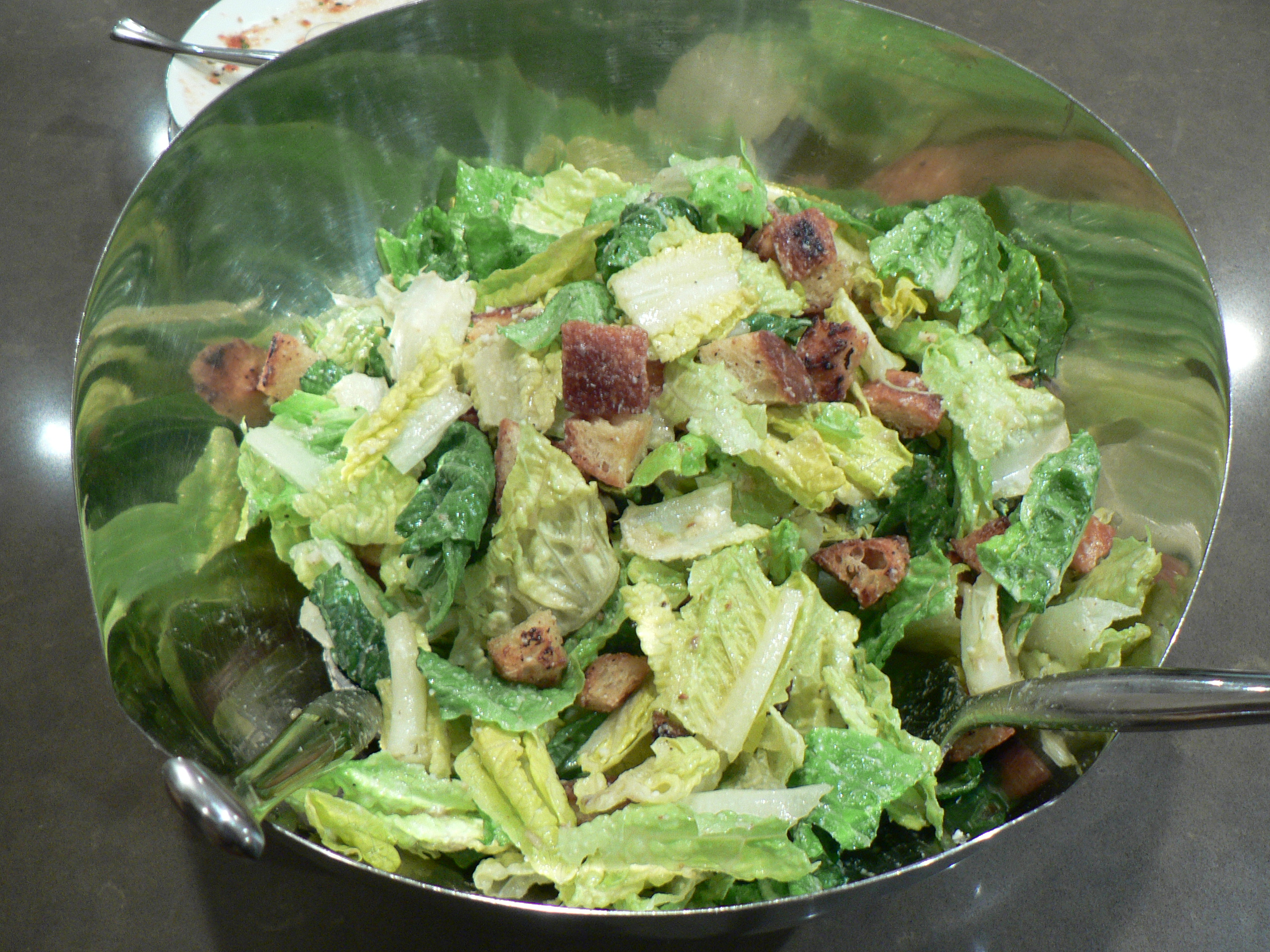
Egyszerű cézársaláta

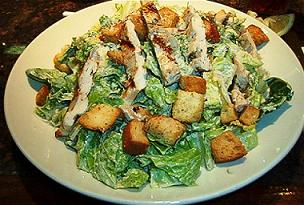
grillezett csirkével a tetején

Gyakori összetevők sok receptben:
- Kerti saláta
- Olívaolaj
- Zúzott fokhagyma
- Só
- Dijoni mustár
- Feketebors
- Citromlé
- Worcestershire-mártás
- Szardella
- Nyers vagy pácolt tojás
- Reszelt parmezánsajt
- Krutonok

## Fordítás
Ez a szócikk részben vagy egészben  a   Caesar salad című angol Wikipédia-szócikk ezen változatának fordításán alapul.  Az eredeti cikk szerkesztőit annak laptörténete sorolja fel. Ez a jelzés csupán a megfogalmazás eredetét és a szerzői jogokat jelzi, nem szolgál a cikkben szereplő információk forrásmegjelöléseként.

## Kapcsolódó szócikk
- Saláta